# Scottish FA Cup 1931/32
Der Scottish FA Cup wurde 1931/32 zum 54. Mal ausgespielt. Der wichtigste Fußball-Pokalwettbewerb im schottischen Vereinsfußball wurde vom Schottischen Fußballverband geleitet und ausgetragen. Er begann am 13. Januar 1932 und endete mit dem Wiederholungsfinale am 20. April 1932 im Hampden Park von Glasgow. Als Titelverteidiger startete Celtic Glasgow in den Wettbewerb, das im Finale des Vorjahres gegen den FC Motherwell gewonnen hatte. Im diesjährigen Endspiel um den Schottischen Pokal standen sich die Glasgow Rangers und der FC Kilmarnock gegenüber. Die Rangers erreichten zum 15. Mal seit 1877 das Endspiel. Für die Killies war es das 4. Endspiel im schottischen Pokal nach 1898, 1920 und 1929. Die Rangers gewannen nach einem 1:1 im ersten Finalspiel, das Wiederholungsfinale mit 3:0. Die schottische Meisterschaft im gleichen Jahr gewann der FC Motherwell vor den Rangers. Kilmarnock wurde Tabellenneunter.

## 1. Runde
Ausgetragen wurden die Begegnungen am 13. und 16. Januar 1932. Die Wiederholungsspiele fanden am 20. Januar 1932 statt.
|                      | Ergebnis |                       |
| -------------------- | -------- | --------------------- |
| FC Arbroath          | 2:1      | FC Aberdeen           |
| FC Armadale          | 3:1      | FC Montrose           |
| Ayr United           | 3:3      | FC St. Johnstone      |
| Celtic Glasgow       | 3:2      | FC Falkirk            |
| FC Clyde             | 4:0      | Third Lanark          |
| FC Cowdenbeath       | 5:1      | Alloa Athletic        |
| FC Dalbeattie Star   | 2:3      | FC Bo’ness            |
| FC Dundee            | 4:1      | Greenock Morton       |
| Dunfermline Athletic | 5:2      | FC East Stirlingshire |
| Forfar Athletic      | 1:3      | Airdrieonians FC      |
| Hamilton Academical  | 2:0      | FC Dumbarton          |
| Heart of Midlothian  | 13:3     | Lochgelly United      |
| Hibernian Edinburgh  | 2:3      | Dundee United         |
| FC Inverness Citadel | 0:3      | Partick Thistle       |
| FC Kilmarnock        | 4:1      | FC East Fife          |
| FC King’s Park       | 7:1      | FC Thornhill          |
| Leith Athletic       | 1:1      | Albion Rovers         |
| FC Motherwell        | 7:2      | FC Stenhousemuir      |
| Murrayfield Amateurs | 0:3      | Edinburgh City        |
| FC Queen’s Park      | 4:1      | FC St. Mirren         |
| Raith Rovers         | 8:1      | Inverness Thistle     |
| Glasgow Rangers      | 8:2      | Brechin City          |
| FC St. Bernard’s     | 4:3      | Beith                 |
| FC Stranraer         | 1:11     | Queen of the South    |

### Wiederholungsspiele
|                  | Ergebnis  |                |
| ---------------- | --------- | -------------- |
| Albion Rovers    | 4:2 n. V. | Leith Athletic |
| FC St. Johnstone | 2:0       | Ayr United     |

## 2. Runde
Ausgetragen wurden die Begegnungen am 30. Januar 1932. Die Wiederholungsspiele fanden am 3. und 8. Februar 1932 statt.
|                      | Ergebnis |                  |
| -------------------- | -------- | ---------------- |
| Airdrieonians FC     | 2:2      | FC King’s Park   |
| FC Clyde             | 1:0      | FC Arbroath      |
| Dunfermline Athletic | 1:0      | FC Dundee        |
| Edinburgh City       | 2:3      | FC St. Bernard’s |
| FC Bo’ness           | 2:2      | Partick Thistle  |
| Hamilton Academical  | 5:2      | FC Armadale      |
| Heart of Midlothian  | 4:1      | FC Cowdenbeath   |
| FC Kilmarnock        | 2:0      | Albion Rovers    |
| Queen of the South   | 2:2      | Dundee United    |
| FC Queen’s Park      | 0:2      | FC Motherwell    |
| Raith Rovers         | 0:5      | Glasgow Rangers  |
| FC St. Johnstone     | 2:4      | Celtic Glasgow   |

### Wiederholungsspiele
|                 | Ergebnis  |                    |
| --------------- | --------- | ------------------ |
| Dundee United   | 1:1 n. V. | Queen of the South |
| FC King’s Park  | 1:3       | Airdrieonians FC   |
| Partick Thistle | 5:1       | FC Bo’ness         |

### 2. Wiederholungsspiel
|               | Ergebnis |                    |
| ------------- | -------- | ------------------ |
| Dundee United | *2:1 *   | Queen of the South |

## Achtelfinale
Ausgetragen wurden die Begegnungen am 13. Februar 1932. Das Wiederholungsspiel fand am 17. Februar 1932 statt.
|                      | Ergebnis |                  |
| -------------------- | -------- | ---------------- |
| FC Clyde             | 2:0      | FC St. Bernard’s |
| Dundee United        | 1:1      | FC Kilmarnock    |
| Heart of Midlothian  | 0:1      | Glasgow Rangers  |
| FC Motherwell        | 2:0      | Celtic Glasgow   |
| Airdrieonians FC     | bye      |                  |
| Hamilton Academical  | bye      |                  |
| Partick Thistle      | bye      |                  |
| Dunfermline Athletic | bye      |                  |

### Wiederholungsspiel
|               | Ergebnis |               |
| ------------- | -------- | ------------- |
| FC Kilmarnock | 3:0      | Dundee United |

## Viertelfinale
Ausgetragen wurden die Begegnungen am 5. und 6. März 1932.
|                      | Ergebnis |                     |
| -------------------- | -------- | ------------------- |
| Airdrieonians FC     | 4:1      | Partick Thistle     |
| FC Clyde             | 0:2      | Hamilton Academical |
| Dunfermline Athletic | 1:3      | FC Kilmarnock       |
| Glasgow Rangers      | 2:0      | FC Motherwell       |

## Halbfinale
Ausgetragen wurden die Begegnungen am 26. März 1932.
|                 | Ergebnis |                     |
| --------------- | -------- | ------------------- |
| FC Kilmarnock   | *3:2 *   | Airdrieonians FC    |
| Glasgow Rangers | *5:2 **  | Hamilton Academical |

## Finale
| Glasgow Rangers                          | Glasgow Rangers | FC Kilmarnock | FC Kilmarnock |
| ---------------------------------------- | --- | --- | ------------- |
| Glasgow Rangers                          | \| Finale \| \| 16. April 1932 in Glasgow (Hampden Park) \| \| Ergebnis: 1:1 (0:1) \| \| Zuschauer: 111.982 \| \| Spielbericht \|                                                         | \| Finale \| \| 16. April 1932 in Glasgow (Hampden Park) \| \| Ergebnis: 1:1 (0:1) \| \| Zuschauer: 111.982 \| \| Spielbericht \| | FC Kilmarnock |
| Glasgow Rangers                          | Dougie Gray, Sam English, Jimmy Simpson, Sandy Archibald, David Meiklejohn, George Brown, Robert Hamilton, Bob McAuley, Bob McPhail, James Marshall, Alan Morton Cheftrainer: Bill Struth | Bell, Leslie, Joe Nibloe, Hugh Morton, Tom Smith, McEwan, Connell, Muir, Bud Maxwell, Duncan, Aitken Cheftrainer: Hugh Spence     | FC Kilmarnock |
| Glasgow Rangers                          | 1:1 Bob McPhail (51.) | 0:1 Bud Maxwell (42.) | FC Kilmarnock |
| Finale                                   | | |               |
| 16. April 1932 in Glasgow (Hampden Park) | | |               |
| Ergebnis: 1:1 (0:1)                      | | |               |
| Zuschauer: 111.982                       | | |               |
| Spielbericht                             | | |               |

## Wiederholungsfinale
| Glasgow Rangers                          | Glasgow Rangers | FC Kilmarnock | FC Kilmarnock |
| ---------------------------------------- | --- | --- | ------------- |
| Glasgow Rangers                          | \| Finale \| \| 20. April 1932 in Glasgow (Hampden Park) \| \| Ergebnis: 3:0 (3:0) \| \| Zuschauer: 105.695 \| \| Spielbericht \|                                                           | \| Finale \| \| 20. April 1932 in Glasgow (Hampden Park) \| \| Ergebnis: 3:0 (3:0) \| \| Zuschauer: 105.695 \| \| Spielbericht \| | FC Kilmarnock |
| Glasgow Rangers                          | Dougie Gray, Sam English, Jimmy Simpson, Sandy Archibald, David Meiklejohn, George Brown, Robert Hamilton, Bob McAuley, Bob McPhail, James Marshall, Jimmy Fleming Cheftrainer: Bill Struth | Bell, Leslie, Joe Nibloe, Hugh Morton, Tom Smith, McEwan, Connell, Muir, Bud Maxwell, Duncan, Aitken Cheftrainer: Hugh Spence     | FC Kilmarnock |
| Glasgow Rangers                          | Jimmy Fleming Sam English Bob McPhail | | FC Kilmarnock |
| Finale                                   | | |               |
| 20. April 1932 in Glasgow (Hampden Park) | | |               |
| Ergebnis: 3:0 (3:0)                      | | |               |
| Zuschauer: 105.695                       | | |               |
| Spielbericht                             | | |               |